# Williams Bay, Wisconsin
Williams Bay là một làng thuộc quận Walworth, tiểu bang Wisconsin, Hoa Kỳ. Năm 2006, dân số của làng này là 2415 người.